# Conservatorium Maastricht
Le conservatorium Maastricht est situé dans la ville de Maastricht et est l'un des neuf conservatorium (école supérieure de musique) des Pays-Bas. Le conservatorium est une faculté de l’université professionnelle université Zuyd (Hogeschool Zuyd en néerlandais) pour le programme de Bachelor et de « Zuid Nederlandse Hogeschool voor Muziek » pour le programme de master (Fontys Conservatorium à Tilbourg) et le conservatorium Maastricht coopèrent dans ce programme. La formation trouvée dans les divers conservatoires des Pays-Bas relève du titre « Hoger Beroepsonderwijs » (HBO), (enseignement supérieur spécialisé ou professionnel). Le nombre d'étudiants étrangers est d’environ 65 % originaires de plus de vingt pays différents. Après consultation, les étudiants ne parlant pas néerlandais peuvent passer des examens en français, allemand ou anglais. En outre, des thèses et tout autre travail peuvent être écrites dans une de ces trois langues. Beaucoup de leçons et cours peuvent être offerts en anglais.  Le conservatorium Maastricht a des départements pour la musique classique, le jazz, la composition et l’opéra. Le Conservatorium propose un programme de Bachelor professionnel de quatre ans (BMus et BMus l'ED) et un programme de Master professionnel (MMus) de deux ans. Le Conservatorium Maastricht n'a pas de programme de doctorat. Le conservatorium collabore avec les deux autres facultés d'art de l'université Zuyd : Toneelacademie Maastricht (académie des arts dramatiques) et Academie Beeldende Kunsten Maastricht (ABKM, académie des beaux arts). À partir des années 2000, le conservatorium se dote d'une coopération avec la faculté des arts et de la culture de l'université de Maastricht (UM). Le conservatorium a des programmes internationaux d'échange avec des écoles supérieurs de musique en Europe comme l’Hochschule für Musik Köln (Cologne) (Allemagne), le Conservatoire royal de Bruxelles (Belgique), l’Universität für Musik und darstellende Kunst Vienne, ou l’Universität für Musik und darstellende Kunst Graz, (Autriche).

## Histoire
- 1962 : création du conservatorium.
- 1965 : emménagement au Bonnenfantenstraat 15, dans un bâtiment de l'architecte P.H. Dingemans.
- Années 2000 : le conservatorium Maastricht devient une faculté de l’université Zuyd. Création de la Zuid Nederlandse Hogeschool voor Muziek pour le programme postgraduate, en coopération avec le Fontys Conservatorium. Festival FSTVL et Music Awards du conservatoire.

## Corps enseignant

### Département classique
- Boris Belkin, violon
- Mya Besselink, chant
- Mirel Iancovici, violoncelle
- Michael Kugel, alto
- Robert HP Platz, composition
- Carlo Marchione, guitare
- Will Sanders, cor
- Robert Szreder, violon
- Anneke Uittenbosch, clavecin

## Compléments